# Deserta Grande
Deserta Grande ist die größte Insel der portugiesischen Ilhas Desertas, 23 km südöstlich der Insel Madeira im Nordatlantik. Südlich liegt die Insel Bugio und nördlich das Eiland Ilhéu Chão. Bis auf eine Forschungsstation ist die Insel unbewohnt. 
Die Insel ist ein Sperrgebiet, das nur wenige Biologen betreten dürfen.

## Geographie
Deserta Grande hat eine Fläche von 10 km² und erreicht eine Höhe von 479 m. Vom Ponta da Castanheira im Norden bis Ponta do Tabaqueiro im Süden ist die Insel 11,7 km lang, mit einer maximalen Breite von gerade einmal 1900 m. Entlang der Küste finden sich zwischen den Felsen zahlreiche Höhlen, aber auch Strände und kleine Buchten. Die Fajã Grande und die Fajã da Doca, die beiden größten Buchten entstanden durch gleichzeitige Erdrutsche im Westen und Osten der Insel im Jahre 1894.

## Fauna
Nur auf Deserta Grande lebt die sehr seltene Deserta-Tarantel (Hogna ingens), eine Wolfsspinne (Lycosidae) mit bis zu vier Zentimetern Körperlänge. Sie kommt vorwiegend in Höhlen und Klüften der Vulkaninsel vor.